# Добрыня (хутор)
Добрыня — опустевший хутор в Максатихинском районе Тверской области. Входит в состав Малышевского сельского поселения.

## География
Находится в северо-восточной части Тверской области на расстоянии приблизительно 25 км по прямой на запад-юго-запад от районного центра поселка Максатиха недалеко от правого берега речки Волчина.

## История
На карте Менде в районе расположения деревни была показана харчевня. Населенный пункт Добрыни был отмечен на дореволюционной карте уездов Тверской губернии на левом берегу Волчины. На правом берегу Волчины хутор показан уже на карте 1982 года. До 2014 года входил в Каменское сельское поселение до его упразднения.

## Население
Численность населения не была учтена как в 2002 году, так и в 2010.